# Laia Tutzó i Moreno
Laia Lluïsa Tutzó i Moreno, (Barcelona, 9 d'octubre de 1980) és una ex-regatista catalana, especialitzada en les classes de vela lleugera (470) i Yngling de dues persones.

## Trajectòria
Membre del Club Nàutic Port d'Aro, al municipi de Castell-Platja d'Aro (Baix Empordà), va entrenar la major part de la seva carrera esportiva sota la tutela d'Eneko Fernández, un dels entrenadors de la federació al dúter.
Tutzó va competir per l'esquadra de vela espanyola, com a membre de la tripulació femenina de classe la 470, als Jocs Olímpics d'Estiu de 2008 a Pequín. Fent duet amb la quatre vegades olímpica i doble medalla de plata Natàlia Via-Dufresne, com a patrona, van superar sense gaires complicacions els criteris de selecció, amb un avantatge de 82 punts sobre l'altre tàndem format per Marina Gallego i Tamara Echegoyen, i tancar així la representació femenina estatal en classe 470 per als Jocs Olímpics, equiparats al Campionat del Món de l'especialitat, gairebé vuit mesos abans, a Melbourne, Austràlia. El duet de catalanes va entrar a la cursa final amb un parell de marques de subcampiones registrades al llarg de la sèrie, ambdues molt properes a ser les millors marques de la quarta i la novena sèrie, respectivament. Tot i això, una costosa penalització, per un incident en el gir de la darrera marca de sobrevent, les va desplaçar fora de la lluita per les medalles i van acabar en desè lloc amb 92 punts.
Fora de la seva trajectòria olímpica, va ajudar a les germanes Azón, Mónica i Sandra, a consolidar un final esplèndit a la inauguració del Campionat del món d'Yngling de 2002, abans de canviar de tasques i emparellar-se amb Vía-Dufresne i després Gallego al 470.